# Freden i Tilsit
Freden i Tilsit afsluttede den fjerde koalitionskrig under Napoleonskrigene, og betegner to aftaler som blev indgået i Tilsit i Østpreussen 7. og 9. juli 1807 mellem kejser Napoleon Bonaparte, zar Aleksandr 1. af Rusland og kong Frederik Vilhelm 3. af Preussen.
7. juli mødtes Napoleon og Alexander i en pontonbåd i midten af Memel, som var demarkationslinje mellem den franske og den russiske indflydelseszone. Den russisk-franske fredsslutning delte Østeuropa i en fransk og en russisk interessesfære. Den preussisk-franske aftale genoprettede Preussens status som en europæisk middelmagt.

## Den fransk-russiske overenskomst
Zaren accepterede Rhinforbundet og det nye hertugdømme Warszawa som franske vasaller og sluttede sig til kontinentalspærringen, Frankrigs økonomiske blokade af England. Napoleon opmuntrede Aleksandr til en konfronterende politik overfor England, som efter det engelske angreb på København førte til den engelsk-russiske krig (1807-1812). Rusland fik frie hænder til en aggressiv ekspansionspolitik mod Sverige og Det Osmanniske Rige. Det lykkedes zaren i den russisk-svenske krig (1808-1809) at tvinge Sverige til at afstå Finland og slutte sig til kontinentalspærringen mod England.
Rusland trak sig ud af Valakiet og Moldavien, men erobrede i den russisk-tyrkiske krig 1806-1812 store dele af Kaukasus (Georgien) fra Det Osmanniske Rige og sikrede sig i 1812 Bessarabien. De joniske øer og Cattaro, som var besat af de russiske admiraler Usjakov og Senjavin, kom til Frankrig. Som modydelse garanterede Napoleon suveræniteten til hertugdømmet Oldenburg og enkelte andre småfyrstendømmer, som blev regeret af zarens tyske slægtninge.

## Den fransk-preussiske overenskomst
Var den fransk-russiske overenskomst af 7. juli en aftale mellem ligemænd, havde traktaten med Preussen to dage senere mere karakter af en diktatfred. Rigtignok forhindrede zarens intervention den endelige opløsning af Preussen, som Napoleon havde stræbt efter, men Preussens territorium blev gennem freden i Tilsit reduceret med mere end 50%.
Danzig blev en fri by, og det preussiske amt Cottbus gik til Sachsen. De vestelbiske lande gik alle tabt og gik til det nye kongerige Westfalen. Preussen mistede også størstedelen af de østlige territorier vundet i 1790-tallet. Af disse territorier blev Hertugdømmet Warszawa oprettet, som blev regeret af kongen af Sachsen i personalunion. De vigtigste fæstninger, deriblandt Magdeburg, fik franske garnisoner. Hæren på 200.000 mand blev reduceret til 42.000. Den preussiske reststat med 4,94 millioner indbyggere måtte også betale 120 millioner franc eller mere end 32 millioner preussiske rigsdaler til Frankrig, og måtte desuden slutte sig til Napoleons antiengelske kontinentalspærring.
Dronning Louise bønfaldt forgæves Napoleon om at mildne betingelserne.
Fra 1810 underminerede Rusland aftalen med Napoleon ved at lade neutrale handelsskibe sejle til britiske havne. I 1812 indgik Rusland fred med England. Det førte til Napoleons Ruslandsfelttog samme år.
55°05′27″N 21°53′13″Ø / 55.0908°N 21.8869°Ø